# Komuna e Ranillugut
Komuna e Ranillugut (serbiska: Opština Ranilug, Општина Ранилуг, albanska: Ranillug, serbiska: Ranilug, Ранилуг) är en kommun i Kosovo. Den ligger i den östra delen av landet, 40 km sydost om huvudstaden Priština.